# Courseulles-sur-Mer

Courseulles-sur-Mer este o comună în departamentul Calvados, Franța. În 1 ianuarie 2022 avea o populație de 4.202 de locuitori.